# Академия коммерческих наук
Московская Практическая академия коммерческих наук — среднее учебное заведение для подготовки коммерсантов в Российской империи. Начиная с 1844 года занимало дом Дурасовых на Покровском бульваре. Прекратило существование вскоре после революции 1917 года.

## История

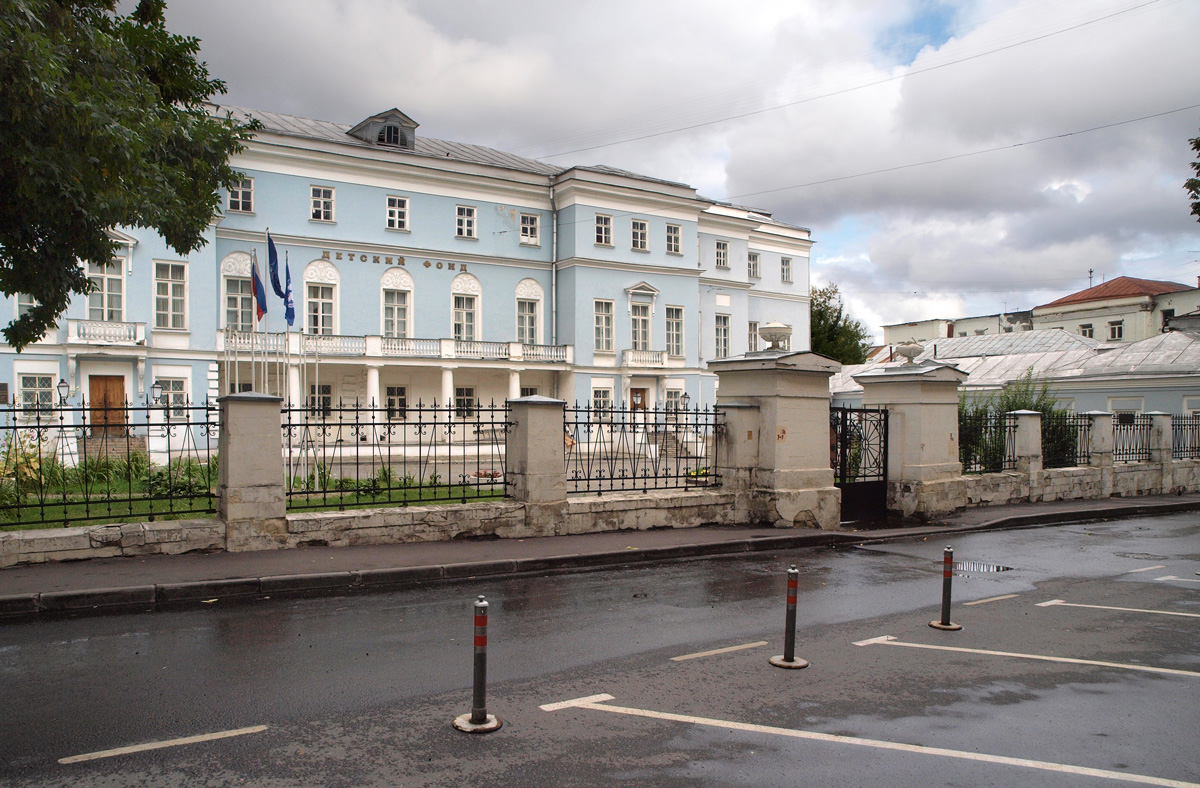
Первое здание академии (1812—1814): Армянский пер., 11

Академия была образована в 1810 году в результате преобразования коммерческого пансиона, созданного в 1804 году Карлом Ивановичем Арнольдом. Название «Практическая Коммерческая Академия» было дано в 1806 году (до официального «учреждения») для отличия от «классических» школ, по аналогии с «реальными училищами» более позднего времени.
Высочайшим указом от 24 апреля 1807 года Карл Иванович Арнольд был определен «директором и установителем Академии». А 17 декабря 1810 года рескриптом Александра I был утверждён Устав Академии, составленный П. С. Валуевым.
Целью академии было предоставление общего образования, а также подготовки к коммерческой деятельности. Для этого в восьмилетний курс обучения были введены товароведение, бухгалтерия, политэкономия, торговое и вексельное право, международный рынок. Также академия была единственным средним учебным заведением Москвы, где изучался английский язык (вместе с немецким и французским). В академии также был приготовительный класс.
Первоначально планировавшееся казённое финансирование не было утверждено, и для финансирования академии при ней было создано Общество любителей коммерческих знаний, каждый действующий член которого обязан был вносить ежегодно 30-рублёвый (100-рублёвый в 1835 году взнос). Это было основным источником доходов. Единовременная помощь была оказана А. А. Куманиным, купцом З. П. Зосимой. С-Петербургский купец С. Г. Зимняков пожертвовал 3000 книг на разных языках (1811). Кроме того, академия собирала деньги за обучение (500 рублей в год) и с 1871 года получала пособие от «Московского купеческого общества взаимного кредита» («Банк ОВК») в размере 5 % от чистой годовой прибыли. Денег от государства, города или земства академия не получала.
Сначала в академии было около 30 воспитанников, в 1835 году около 100, позднее около 300 воспитанников, как живущих в заведении — интернов (или «полных пансионеров»), так и экстернов (приходящих полупансионеров и слушателей). В числе полных пансионеров было около 60 стипендиатов.
Первоначально курс учения продолжался 4 года: 1-й класс — старший, 4-й — младший. Затем полный курс обучения состоял из 8 классов: шести гимназических и двух специальных. Существовали приготовительные классы для детей от 8—11 лет; в первый класс принимались дети в возрасте до 12 лет.
С 1835 года было получено право окончивших академию с отличными успехами награждать личным почётным гражданством, а уже имеющих звание потомственно — награждать золотыми и серебряными медалями. С 1888 года в актовом зале академии появились мраморные доски с фамилиями отличившихся выпускников — первым стал Владимир Лепешкин, Иван Балиев, Николай Виноградов, Евгений Лапкин и Сергей Шугаев. Серебряные медали с 1898 года стали вручаться вне зависимости от сословия. Изменения в Уставе с 1898 года установили ещё награждение для отличных и очень хороших выпускников в виде присвоения звания «кандидата коммерции» — первыми его получили Денис Анофриев (с золотой медалью и записью на доску), а также Евгений Васильев и Соломон Эмдин (с большой серебряной медалью, занесением на доску и личным почётным гражданством).
После революции 1917 года академия пришла в упадок; М. С. Дубинин, сыновья которого учились в ней, записал в феврале 1917 года в своём дневнике: «В Академии ученье стало неважное, часто не бывает учителей, так что приходится ходить ребятам задаром … но зато там дают обед им».

### Начальники
Начиная со второго, попечителями академии были московские главнокомандующие: сначала граф А. П. Тормасов, следующий — генерал-губернатор князь Д. В. Голицын и т. д.
Управление академией осуществлялось Советом, который избирался в основном из членов Общества любителей коммерческих знаний. Учебной работой руководил Главный смотритель (по уставу 1810 года), Инспектор (по уставу 1851 года) и Директор (по уставу 1898 года):
- 1810—1812: Кистер, Фёдор Иванович
- 1812—1815: Штраль, Филипп Осипович
- 1815—1816: Шлецер Христиан Августович
- 1817—1820: Веркмейстер, Дмитрий Афанасьевич
- 1820—1825: Мими, Григорий Дмитриевич
- 1825—1847: Шредер, Андрей Иванович
- 1847—1848: Поссельт, Конрад Фёдорович
- 1848—1857: Морошкин, Фёдор Лукич
- 1858—1864: Киттары, Модест Яковлевич
- 1864—1866: Сергиевский, Николай Александрович
- 1866—1896: Живаго, Иван Михайлович
- 1897—1906: Алексеев, Александр Семёнович
- 1906—август 1916: Реформатский, Александр Николаевич
- август 1916—март 1917: Ефимов, Евгений Николаевич[8]

### Преподаватели
Среди преподавателей было немало известных педагогов. В 1825 году учителем российского гражданского права в академии стал Е. И. Классен; вскоре он был утверждён секретарем Совета академии, а в 1831 году — попечителем академии.
Теоретическую механику в академии преподавал Н. Е. Жуковский (с 1872); технологию и товароведение — П. А. Александров, затем — Я. Я. Никитинский; историю и географию — Н. И. Билевич. В 1896—1906 годах директором Академии был А. С. Алексеев, одновременно он читал здесь курс основ государственного права; юридическая сторона предпринимательской деятельности освещалась на лекциях П. И. Новгородцева. Врачом-консультантом работал Иван Ильич Курбатов.

### Учащиеся
С 20 сентября 1835 года отлично окончившие академию выпускники получали звание личного почётного гражданина и «кандидата коммерции», после чего могли продолжать своё образование в Университете.
В числе выпускников Академии — известные предприниматели (братья Рябушинские: Павел, Сергей, Владимир, Степан и Дмитрий; А. И. Абрикосов; П. Н. Дербенев; И. В. Щапов; Х. С. Леденцов), учёные (К. К. Герц — археолог и историк искусства; Михаил Акимович Горбов — видный предприниматель железнодорожного строительства, отец переводчика Н. М. Горбова; П. П. Гензель; В. И. Спицын), художники (В. В. Переплётчиков), актёры (Д. Т. Ленский, основатель кабаре «Летучая мышь» Н. Ф. Балиев), писатели (И. З. Крылов) и поэты (А. А. Солодовников), братья Веснины (Леонид, Виктор и Александр).
Выпускники:
1821
- Ленский, Дмитрий Тимофеевич

1834
- Мин, Дмитрий Егорович

1839
- Герц, Карл Карлович

1843
- Горбов, Михаил Акимович

1862
- Леденцов, Христофор Семёнович

1863

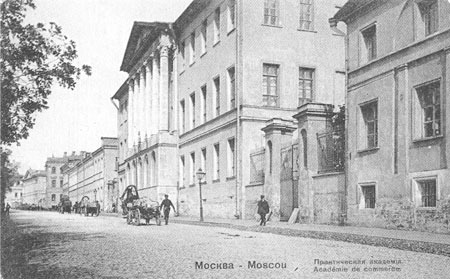
Бывшая усадьба Дурасовых

- Щапов, Илья Васильевич (золотая медаль)[h]

1866
- Капцов, Александр Сергеевич

1868
- Акифьев Василий Васильевич (золотая медаль)

1869
- Чоколов, Семён Петрович

1870
- Долгов, Сергей Михайлович

1875
- Дербенёв, Павел Никанорович

1876
- Каменский, Иван Григорьевич (золотая медаль)

1882
- Колобашкин, Николай Николаевич

1883
- Найдёнов, Александр Николаевич (золотая медаль)
- Филатов, Дмитрий Иванович

1886
- Серебряков, Георгий Яковлевич

1887
- Щенков, Николай Владимирович (большая серебряная медаль)
- Колокольников, Степан Иванович

1890
- Рябушинский, Павел Павлович (золотая медаль)
- Рябушинский, Сергей Павлович
- Новицкий, Александр Васильевич

1891
- Рябушинский, Владимир Павлович (золотая медаль)

1894
- Салтанов, Сергей Николаевич

1895
- Ютанов, Владимир Павлович

1896
- Балиев, Никита Фёдорович
- Гензель, Павел Петрович

1899
- Веснин, Леонид Александрович
- Рябушинский, Михаил Павлович

1901
- Веснин, Александр Александрович
- Веснин, Виктор Александрович
- Рябушинский, Дмитрий Павлович

1902
- Смирнов, Сергей Алексеевич

1907
- Мирчинк, Георгий Фёдорович (золотая медаль)

1910
- Смолин, Дмитрий Петрович

1912
- Спицын, Владимир Иванович

1916
- Аронский, Борис Алексеевич

## Адреса в Москве
Первоначальное здание академии сгорело в пожаре 1812 года. С конца 1812 до ноября 1814 года академия арендовала дом Тютчевых (Армянский переулок, 11). С 1819 до 1844 года академия размещалась на Солянке, в приобретённом за 60 тыс. рублей доме, а в 1844 году купила за 200 тысяч рублей особняк Дурасовых по адресу Покровский бульвар, 11 (по другим сведениям этот дом был куплен академией в 1839 году, но разместилась она в нём только в 1847). В 1854 году на месте левого флигеля был построен для занятий двухэтажный корпус.
В главном здании академии 4 ноября 1851 года была освящена домовая церковь во имя Александра Невского.

## Комментарии
1. ↑  П. Сытин ошибочно называет его иностранцем Н. Д. Арнольдом[1].
2. ↑  П. С. Валуев этим же рескриптом был назначен попечителем Академии.
3. ↑  Алексей Алексеевич Куманин был московским городским головой во время Отечественной войны (1811—1813).
4. ↑  Созданный в 1868 году, паевой банк Московское купеческое общество взаимного кредита (Банк ОВК), учредителями которого стали члены Общества любителей коммерческих знаний и Московская практическая академия, к концу XIX века входил в пятерку крупнейших банков Москвы.
5. ↑  После 1907 года они могли учиться и в Коммерческом институте.
6. ↑  А. И. Абрикосов обучался в академии, но не окончил её, но в дальнейшем всегда принимал участие; с 1862 года был членом Совета Академии, а с 29 сентября 1876 года до 18 июля 1897 года состоял Председателем Совета Академии коммерческих наук. 6 апреля 1887 года, когда исполнилось 25-летие службы в составе Совета Академии его Председателя А. И. Абрикосова, Академия учредила две именных стипендии.
7. ↑  Владелец усадьбы Александрово-Щапово.
8. ↑  В этом же году и тоже с золотой медалью окончил академию его брат Пётр.